# میمیکت
میمیکت (به انگلیسی: Mimicat) با نام کامل ماریسا ایزابل لوپس منا (به انگلیسی: Marisa Isabel Lopes Mena) (زاده ۲۵ اکتبر ۱۹۸۴) خواننده و ترانه‌سرا پرتغالی است.
او نماینده پرتغال در یوروویژن ۲۰۲۳ بود.